# E-domizil
e-domizil GmbH – europejski system rezerwacyjny domków i apartamentów wakacyjnych, organizator wycieczek oraz dostawca narzędzia rezerwacyjnego dla portali turystycznych. Ma siedzibą we Frankfurcie nad Menem i oddziały w Zurychu, Herisau, Münster, Klausenburg oraz Świnoujściu. Rocznie e-domizil GmbH obsługuje ponad 360.000 klientów a obroty wynoszą 100 milionów Euro. e-domizil dostarcza technologie rezerwacyjne dla ponad 4.000 partnerów, do których zalicza się np. Expedia, Holidaycheck, ITS, Sonnenklar.TV und Lidl Reisen.

## Historia przedsiębiorstwa
W dniu 1. lutego 2000 r. 10 spółek zajmujący się gospodarką i finansami podjęło decyzję o założeniu e-domizil GmbH. Założycielem i obecnym prezesem jest Detlev Schäferjohann.
Portal internetowy e-domizil.de został zwycięzcą w roku 2003 w Tomorrow-Ferienhausportale-Test. W tym samym roku założono portal e-hoi.de specjalistę w podróżowaniu statkami.
W roku 2006 została otwarta szwajcarska placówka e-domizil.ch dzięki Joint Ventures z STC Switzerland Travel Center AG z Zurychu, spółce córce Schweizerischen Bundesbahnen. W roku 2007 wystartował e-kolumbus.de - specjalista w pobytach objazdowych. W roku 2008 e-hoi przejął INSIDIAN.
W roku 2010 e-hoi AG tworzył swoją placówkę w Szwajcarii. Dokonano również fuzji e-domizil GmbH z portalem tourist-online.de, a prezes tourist-online.de - Tom Müller objął funkcję zastępcy prezesa e-domizil GmbH.
W roku 2011 dołączyła polska placówka edom.pl oraz portal luksusowych domków wakacyjnych bellevue-ferienhaus.de. Jednocześnie w roku 2011 e-hoi został współzałożycielem Kreuzfahrt-Initiative e. V.
W roku 2012 nazwa INSIDIAN została zamieniona na e-hoi hin & weg.

## Struktura spółki
| Udziałowiec                         | Udział |
| ----------------------------------- | ------ |
| Michael Sautter (Rada Nadzorcza)    | 35%    |
| Wendelin Wiedeking (Rada Nadzorcza) | 23%    |
| Klaus Droste (Rada Nadzorcza)       | 21%    |
| Clara Streit                        | 7%     |
| Thomas Noth                         | 5%     |
| Detlev Schäferjohann                | 5%     |
| Sebastian Klein (Rada Nadzorcza)    | 2%     |
| Christian Schwake                   | 1%     |
| Cornelius Walter                    | <1%    |
| Emanuel Strehle                     | <1%    |

## Marka/Partnerzy
e-domizil GmbH oferuje swoje produkty w całej Europie na następujących platformach e-domizil, e-hoi, e-kolumbus, bellevue-ferienhaus oraz tourist-online.de.

### e-domizil
e-domizil.de powstał z e-domizil GmbH 1 lutego 2000 roku. Działalnością e-domizil.de jest internetowe pośrednictwo w wynajmie domów i apartamentów wakacyjnych w całej Europie. 4 maja 2006 została otwarta szwajcarska placówka e-domizil.ch. Stało się to dzięki Joint Ventures mit der STC Switzerland Travel Center AG z Zurychu. Prezesem szwajcarskiej placówki e-domizil AG jest Marc Bertschinger. Polska placówka edom.pl zarządzana jest przez Kamila Krzyżanowskiego i wystartowała w roku 2011. Portal oprócz trzech wersji językowych oferuje obsługę w języku hiszpańskim, francuskim, włoskim oraz angielskim.

### e-hoi
e-hoi to założona w roku 2003 marka pod dachem e-domizil GmbH. e-hoi posiada własną platformę online e-hoi.de jako pośrednik w organizacji rejsów wycieczkowych. W roku 2008 e-hoi przejął INSIDIAN, der Anfang 2012 in die Veranstalter-Marke e-hoi hin & weg. Pod tą marką e-hoi oferuje również pakiety rejsowe. Na początku 2010 roku e-hoi AG otworzył swoją placówkę w Szwajcarii. Poprzez platformę online e-hoi.ch oferowane są rejsy na rynku szwajcarskim zgodnie obowiązującym tam prawem. Szefem e-hoi AG jest Alexander Esslinger.

### e-kolumbus
e-kolumbus założony na początku 2007 roku oferuje wycieczki objazdowe. Celem działalności są podróże objazdowe, studyjne oraz przygodowe. Dodatkowo oferowane są 23 podróże tematyczne m.in. trekking, ekspedycje przygodowe oraz wypożyczanie aut. Oferta obejmuje ponad 4000 wyjazdów od 50 organizatorów podróży, do których należą m.in. Gebeco, Studiosus oraz TUI.

### tourist-online
Portal internetowy tourist-online.de rozpoczął działalność w roku 1998, i został połączony w roku 2010 z e-domizil GmbH. Prezes Tom Müller objął kierownictwo w e-domizil GmbH i jest odpowiedzialny za obiekty wakacyjne w obu portalach.

### bellevue-ferienhaus
bellevue-ferienhaus.de założony w 2011 portal oferuje luksusowe obiekty. BELLEVUE Ferienhaus AG powstał z Joint Venture pomiędzy e-domizil GmbH a BELLEVUE AND MORE GmbH i odtąd jest jednym przedsiębiorstwem Verlagsgruppe Handelsblatt, który należy do Medienunternehmen Holtzbrinck. Spółka z siedzibą w Szwajcarii kierowana jest przez Ricka Rosche.